# Daemonorops clemensiana
Daemonorops clemensiana är en enhjärtbladig växtart som beskrevs av Odoardo Beccari. Daemonorops clemensiana ingår i släktet Daemonorops och familjen Arecaceae. Inga underarter finns listade i Catalogue of Life.